# Кебрен
Кебрен в древногръцката митология е речен бог. Син на Океан и Тетия. Баща е на Астеропа, Хесперия и Енона. Реката, на която е покровител се намира близо до Троя.